# México en la Copa Mundial de Fútbol de 1962
La selección de fútbol de México fue una de las 16 participantes en la Copa Mundial de Fútbol Chile 1962.

## Clasificación

### Grupo 1
| Equipo         | Pts | PJ | PG | PE | PP | GF | GC | Dif |
| -------------- | --- | -- | -- | -- | -- | -- | -- | --- |
| México         | 3   | 2  | 1  | 1  | 0  | 6  | 3  | 3   |
| Estados Unidos | 1   | 2  | 0  | 1  | 1  | 3  | 6  | -3  |

| 6 de noviembre de 1960 | Estados Unidos                               | 3:3 (1:3) | México                      | Wrigley Field, Los Ángeles |                       |
|                        | Bicek 31' (pen.) · Fister 58' · Zerhusen 84' | Reporte   | Mercado 8' · Reyes 17', 21' | Árbitro(s): Dan Kulai      | Árbitro(s): Dan Kulai |

| 13 de noviembre de 1960 | México                            | 3:0 (3:0) | Estados Unidos | Estadio Universitario, Ciudad de México |                             |
|                         | Mercado 5' · Reyes 35' · Díaz 38' | Reporte   |                | Árbitro(s): Gabriel Sanchez             | Árbitro(s): Gabriel Sanchez |

### Grupo final
| Equipo                | Pts | PJ | PG | PE | PP | GF | GC | Dif |
| --------------------- | --- | -- | -- | -- | -- | -- | -- | --- |
| México                | 5   | 4  | 2  | 1  | 1  | 11 | 2  | 9   |
| Costa Rica            | 4   | 4  | 2  | 0  | 2  | 8  | 6  | 2   |
| Antillas Neerlandesas | 3   | 4  | 1  | 1  | 2  | 2  | 13 | -11 |

| 22 de marzo de 1961 | Costa Rica | 1:0 (0:0) | México | Estadio Nacional, San José     |                                |
|                     | Gobán 51'  | Reporte   |        | Árbitro(s): Eunapio de Queiroz | Árbitro(s): Eunapio de Queiroz |

| 5 de abril de 1961 | México                                           | 7:0 (2:0) | Antillas Neerlandesas | Estadio Universitario, Ciudad de México |                            |
|                    | Flores 28', 52', 64' · Reyes 45', 75' · González | Reporte   |                       | Árbitro(s): Raymond Morgan              | Árbitro(s): Raymond Morgan |

| 12 de abril de 1961 | México                                                 | 4:1 (2:0) | Costa Rica | Estadio Olímpico Universitario, Ciudad de México |                                   |
|                     | Flores 1' · Cárdenas 32' · Gutiérrez 78' · Mercado 89' | Reporte   | Ulloa 54'  | Árbitro(s): José Antonio Sundheim                | Árbitro(s): José Antonio Sundheim |

| 21 de mayo de 1961 | Antillas Neerlandesas | 0:0     | México | Estadio del Rif, Willemstad |                           |
|                    |                       | Reporte |        | Árbitro(s): Leo Goldstein   | Árbitro(s): Leo Goldstein |

### Repesca América
| Equipo 1 | Agr. | Equipo 2 | Ida | Vuelta |
| -------- | ---- | -------- | --- | ------ |
| México   | 1-0  | Paraguay | 1–0 | 0-0    |

| 29 de octubre de 1961 | México    | 1:0 (0:0) | Paraguay | Estadio Universitario, Ciudad de México                        |                                                                |
|                       | Reyes 66' | Reporte   |          | Asistencia: 30 000 espectadores Árbitro(s): Walter van Rosberg | Asistencia: 30 000 espectadores Árbitro(s): Walter van Rosberg |

| 5 de noviembre de 1961 | Paraguay | 0:0 (Global 0:1) | México | Estadio Defensores del Chaco, Asunción                        |                                                               |
|                        |          | Reporte          |        | Asistencia: 25 000 espectadores Árbitro(s): Pablo Victor Vaga | Asistencia: 25 000 espectadores Árbitro(s): Pablo Victor Vaga |

## Amistosos previos
| 28 de marzo de 1962 | Argentina          | 1:0 (1:0) | México | Estadio Monumental, Buenos Aires |                                |
|                     | Chaires 21' (a.g.) |           |        | Árbitro(s): Cosolato Nay Foino   | Árbitro(s): Cosolato Nay Foino |

| 1 de abril de 1962 | Colombia | 0:1 (0:1) | México    | Estadio El Campín, Bogotá                                 |                                                           |
|                    |          |           | Ortiz 30' | Asistencia: 35 000 espectadores Árbitro(s): Ovidio Orrego | Asistencia: 35 000 espectadores Árbitro(s): Ovidio Orrego |

| 4 de abril de 1962 | Colombia               | 2:2 (2:1) | México                    | Estadio Pascual Guerrero, Cali                            |                                                           |
|                    | Klinger 10' · Rada 34' |           | Hernández 37' · Ortiz 54' | Asistencia: 30 000 espectadores Árbitro(s): Ovidio Orrego | Asistencia: 30 000 espectadores Árbitro(s): Ovidio Orrego |

| 25 de abril de 1962 | México    | 1:0 (0:0) | Colombia | Estadio Universitario, Ciudad de México                   |                                                           |
|                     | Reyes 47' |           |          | Asistencia: 70 000 espectadores Árbitro(s): Felipe Buergo | Asistencia: 70 000 espectadores Árbitro(s): Felipe Buergo |

| 22 de mayo de 1962 | México        | 2:1 (1:0) | Gales       | Estadio Universitario, Ciudad de México                  |                                                          |
|                    | Jasso 26, 55' |           | Charles 78' | Asistencia: 75 000 espectadores Árbitro(s): Diego Di Leo | Asistencia: 75 000 espectadores Árbitro(s): Diego Di Leo |

## Jugadores
- Datos corresponden a la situación previa al inicio del torneo

| #  | Nombre              | Posición      | Edad | Club        |
| -- | ------------------- | ------------- | ---- | ----------- |
| 1  | Antonio Carbajal    | Portero       | 32   | León        |
| 2  | Jesús del Muro      | Defensa       | 24   | Atlas       |
| 3  | Guillermo Sepúlveda | Defensa       | 27   | Guadalajara |
| 4  | José Villegas       | Defensa       | 27   | Guadalajara |
| 5  | Raúl Cárdenas       | Mediocampista | 33   | Zacatepec   |
| 6  | Pedro Nájera        | Mediocampista | 33   | América     |
| 7  | Alfredo del Águila  | Delantero     | 27   | Toluca      |
| 8  | Salvador Reyes      | Delantero     | 25   | Guadalajara |
| 9  | Héctor Hernández    | Delantero     | 26   | Guadalajara |
| 10 | Guillermo Ortiz     | Delantero     | 22   | Necaxa      |
| 11 | Isidoro Díaz        | Delantero     | 22   | Guadalajara |
| 12 | Jaime Gómez         | Portero       | 32   | Guadalajara |
| 13 | Arturo Chaires      | Defensa       | 25   | Guadalajara |
| 14 | Pedro Romero        | Mediocampista | 25   | Toluca      |
| 15 | Ignacio Jáuregui    | Defensa       | 23   | Atlas       |
| 16 | Salvador Farfán     | Mediocampista | 29   | Atlante     |
| 17 | Felipe Ruvalcaba    | Delantero     | 21   | Oro         |
| 18 | Fello Hernández     | Mediocampista | 26   | Monterrey   |
| 19 | Antonio Jasso       | Delantero     | 27   | América     |
| 20 | Mario Velarde       | Mediocampista | 22   | Necaxa      |
| 21 | Alberto Baeza       | Delantero     | 23   | Necaxa      |
| 22 | Antonio Mota        | Portero       | 23   | Oro         |
| DT | Ignacio Trelles     |               |      |             |

## Participación

### Grupo C
| Equipo         | Pts | PJ | PG | PE | PP | GF | GC | Dif |
| -------------- | --- | -- | -- | -- | -- | -- | -- | --- |
| Brasil         | 5   | 3  | 2  | 1  | 0  | 4  | 1  | 3   |
| Checoslovaquia | 3   | 3  | 1  | 1  | 1  | 2  | 3  | -1  |
| México         | 2   | 3  | 1  | 0  | 2  | 3  | 4  | -1  |
| España         | 2   | 3  | 1  | 0  | 2  | 2  | 3  | -1  |

| 30 de mayo de 1962, 15:00 | Brasil                 | 2:0 (0:0) | México | Est. Sausalito, Viña del Mar                                 |                                                              |
|                           | Zagallo 56' · Pelé 73' | Reporte   |        | Asistencia: 10 484 espectadores Árbitro(s): Gottfried Dienst | Asistencia: 10 484 espectadores Árbitro(s): Gottfried Dienst |

| 3 de junio de 1962, 15:00 | España    | 1:0 (0:0) | México | Est. Sausalito, Viña del Mar                               |                                                            |
|                           | Peiró 90' | Reporte   |        | Asistencia: 11 875 espectadores Árbitro(s): Branko Tesanic | Asistencia: 11 875 espectadores Árbitro(s): Branko Tesanic |

| 7 de junio de 1962, 15:00 | México                                           | 3:1 (2:1) | Checoslovaquia | Est. Sausalito, Viña del Mar                                 |                                                              |
| | Díaz 12' · Del Águila 29' · Hernández 90' (pen.) | Reporte   | Masek 1'       | Asistencia: 10 648 espectadores Árbitro(s): Gottfried Dienst | Asistencia: 10 648 espectadores Árbitro(s): Gottfried Dienst |
| El gol de Vaclav Masek se dio a los 15 segundos del partido, convirtiéndolo en el más rápido del Mundial hasta antes del gol de Hakan Sukur en el 2002. Primera victoria de México en los Mundiales. |                                                  |           |                |                                                              |                                                              |

## Estadísticas
| Equipo | Equipo    | Pts | PJ | PG | PE | PP | GF | GC | Dif | Rend  |
| ------ | --------- | --- | -- | -- | -- | -- | -- | -- | --- | ----- |
| 10     | Argentina | 3   | 3  | 1  | 1  | 1  | 2  | 3  | -1  | 50,0% |
| 11     | México    | 2   | 3  | 1  | 0  | 2  | 3  | 4  | -1  | 33,3% |
| 12     | España    | 2   | 3  | 1  | 0  | 2  | 2  | 3  | -1  | 33,3% |

### Goleadores y asistencias
| Jugador            | Anotado | A. | Min. |
| ------------------ | ------- | -- | ---- |
| Isidoro Díaz       | 1       | 0  | 270  |
| Alfredo del Águila | 1       | 0  | 270  |
| Héctor Hernández   | 1       | 0  | 270  |